# Iina Salmi
Iina Salmi (Espoo, 12 oktober 1994) is een Fins voetbalster.
In maart 2016 maakte ze haar debuut voor het Fins nationale elftal.
In de zomer van 2018 komt ze naar Ajax, en speelt ze mee in de Champions League.

## Statistieken
| Seizoen | Club             | Land      | Competitie     | Wedstrijden | Doelpunten |
| ------- | ---------------- | --------- | -------------- | ----------- | ---------- |
| 2011    | PK-35 Vantaa     | Finland   | Naisten Liiga  | 9           |            |
| 2012    | PK-35 Vantaa     | Finland   | Naisten Liiga  | 1           |            |
| 2013    | PK-35 Vantaa     | Finland   | Naisten Liiga  | 19          | 2          |
| 2014    | HJK              | Finland   | Naisten Liiga  | 23          | 7          |
| 2015    | PK-35 Vantaa     | Finland   | Naisten Liiga  | 20          | 13         |
| 2016    | FC Rosengård     | Zweden    | Damallsvenskan | 17          | 2          |
| 2017    | Limhamn-Bunkeflo | Zweden    | Damallsvenskan | 17          |            |
| 2018    | PK-35 Vantaa     | Finland   | Naisten Liiga  | 11          | 6          |
| 2018/19 | Ajax             | Nederland | Eredivisie     | 13          | 1          |
| 2019/20 | Ajax             | Nederland | Eredivisie     | 8           | 1          |
| Totaal  | Totaal           | Totaal    | Totaal         | 138         | 32         |

Bijgewerkt op 32 mei 2020